# バイロン・J・カーター

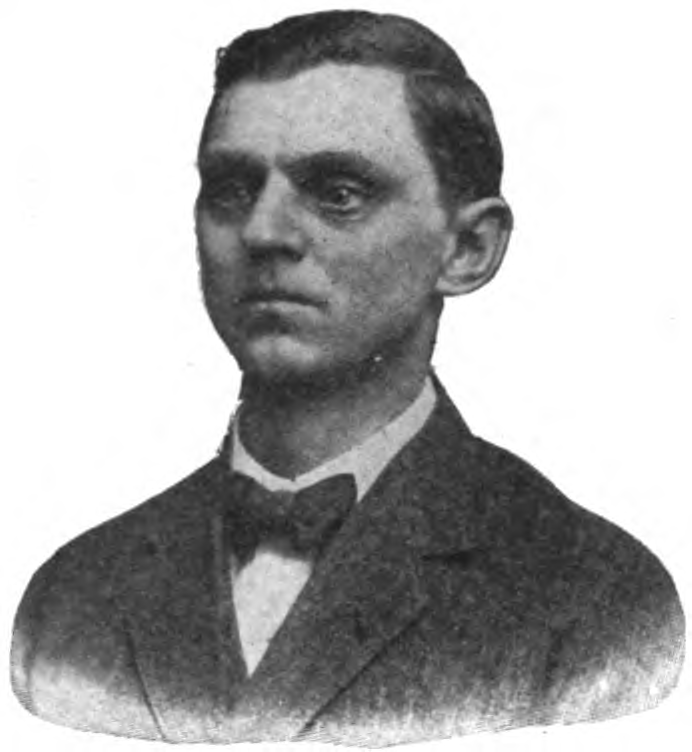

バイロン・J・カーター（Byron J. Carter ）は、ミシガン州ジャクソンで、1902年に蒸気自動車を製作し、バギーの会社「フラー・バギー・カンパニー」（Fuller Buggy Co., ）を経営していたジョージ・マシューズ（George Matthews ）、馬車シャーシの会社「ルイス・スプリング・アンド・アクスル・カンパニー」（Lewis Spring and Axle Co., ）を経営していたチャールズ・ルイス（Charles Lewis ）というジャクソンの発明家2人と1903年にジャクソン・オートモービル・カンパニーを創業した。ここで蒸気自動車とガソリン自動車を製作していたが、カーターフリクションドライブを開発し1904年5月に特許を取得し、フリクションドライブ車を作るためにジャクソン社を抜け、1905年にカーターカー（Cartercar ）を創業した。
バイロン・カーターが、デトロイトのベルアイル橋を通りかかったとき、立ち往生していた女性ドライバーがいた。エンジンをかけてあげようとカーターがスタータークランクを回したところ、バックファイアで逆回転したクランク棒であごと腕を骨折してしまった。その場にキャディラックのエンジニアが通りかかりカーターを病院に運んだ。入院中にカーターは合併症で肺炎となり1908年4月6日に44歳で亡くなった。

## セルフスターター
カーターの友人であったキャディラック社長ヘンリー・リーランドがこの死を悲しみ、キャディラック技術者に安全なスターターの開発プロジェクトを命じた。NCRで電動レジスターを発明したチャールズ・ケタリングとエドワード・A・ディーズがキャッシュレジスターのモーター技術を利用した発明でこれに答えた。リーランドはキャディラックに電動のセルフスターターを装備、ケタリングとディーズはキャディラックの注文によりデルコを創業することができた。